# Bandcamp
Bandcamp è un servizio musicale che permette ad artisti indipendenti di promuovere e distribuire la loro musica online.
Il sito web ha guadagnato grande notorietà nel 2010 quando la cantante Amanda Palmer ha pubblicato un EP sulla piattaforma, incassando 15000 dollari in vendite in soli tre minuti. Nel 2020, il sito si è contraddistinto per il supporto a cause sociali come Black Lives Matter.